# Zbyněk z Hostomic
Zbyněk z Hostomic byl středověký šlechtic z významného rodu Zajíců z Valdeka. Po smrti svého otce Viléma Zajíce z Valdeka (v bitvě u Dachova roku 1319) zdědil Zbyněk Hostomice, které se snažil povýšit na město, ale to se událo až roku 1343, za života pražského purkrabího Hynka Berky z Dubé.
Zbyněk zemřel patrně v roce 1340. Manželkou Zbyňka z Hostomic byla podle Bartoloměje Paprockého Rejna z Landštejna. Kolik – a zda vůbec – po sobě zanechal potomků, není známo. Podle Paprockého po sobě zanechal syna, který se rovněž jmenoval Zbyněk († asi 1370). 